# Laila Slassi
 (juin 2022).
 (juin 2022).
L'article doit être relu — et modifié si nécessaire — par des contributeurs indépendants pour apporter un regard critique aux contributions effectuées en violation des conditions d'utilisation de Wikipédia, tant sur la forme (notamment concernant le style encyclopédique, la proportionnalité) que sur le fond (la neutralité de point de vue, la qualité et l'indépendance des sources).
Laïla Slassi est une juriste en droit des affaires, militante engagée pour les droits des femmes et l’emploi des jeunes. Elle est cofondatrice du Cabinet Afrique Advisors, cabinet de conseil juridique, fiscal et stratégique basé à Casablanca.

## Biographie
Laïla Slassi est née à Rabat en 1984.
Elle se rend au Maroc en 2014 pour fonder Afrique Advisors,, cabinet de conseil juridique et stratégique qui opère en Afrique, en Europe, et en Amérique du Nord à partir de Casablanca.

## Engagements Associatifs
Laila Slassi s’intéresse de près à la situation de la femme de son pays le Maroc. En 2018, elle devient cofondatrice du mouvement et collectif #Masaktach,,, un collectif de femmes et d’hommes qui dénoncent les violences et abus contre les femmes ainsi que la légitimation de la culture du viol au Maroc,.
Nommée Vice présidente de l’association de l’éducation pour l’emploi EFE Maroc pour un mandat triennal ,,,, Laila Slassi se préoccupe aussi pour l'emploi des jeunes. Laila Slassi est membre du conseil d’administration de Outlierz Ventures, un fonds d’investissement destiné aux startups technologiques africaines . Laila Slassi est aussi membre fondateur de l’Association Droits & Affaires, ainsi que cofondatrice de l’Association des Juristes d’Affaires Marocains, elle cherche à développer un réseau entre avocats, juristes d'entreprise, enseignants et étudiants marocains, évoluant dans le domaine du droit des affaires, et essaie de structurer cette communauté afin de lui donner plus de visibilité, et de la placer au centre du développement du pays.
Laila Slassi est membre du conseil de l’administration du think tank Tafra. Tafra œuvre pour l’implication des citoyens dans les affaires publiques, par le biais d’une interprétation démocratique de la Constitution, de l’accessibilité des informations parlementaires et juridiques et de l’analyse des enjeux institutionnels et politiques.

## Affaires judiciaires
En 2019, elle fait l'objet d'une plainte au Maroc pour faux et usage de faux. La partie adverse à son client lui a été reproché d'avoir signé un procès-verbal de révocation de son poste de Président Directeur Général au cours d'une assemblée générale où elle assistait en sa qualité de secrétaire de séance aux côtés de son client ,. L'affaire au pénal est toujours pendante devant le tribunal. Toutefois, le tribunal de commerce de Casablanca, dans un jugement en date du 16 janvier 2020, a reconnu la validité du procès-verbal litigieux, vidant de sa substance la plainte pour faux à son encontre.
Le 1er novembre 2021, le tribunal de 1ere instance de Casablanca à Ain sbaa décide d'engager des poursuites à son encontre pour usurpation du titre d'avocat.
Le 24 mai 2022, elle est innocentée par la même juridiction.

## Distinctions
- En 2018[22] et en 2019[23], Afrique Advisors remporte le prix du « Meilleur cabinet Maroc » décerné par le magazine Leaders League.